# Японская нематалоза
Японская нематалоза (лат. Nematalosa japonica) — вид лучепёрых рыб из семейства сельдевых (Clupeidae). Распространены в западной части Тихого океана. Максимальная длина тела 19 см.

## Описание
Тело сжато с боков, относительно высокое, его высота составляет от 33 до 38 % стандартной длины тела. Тело покрыто мелкой циклоидной легкоопадающей чешуёй. Задние края чешуй зазубрены. В латеральных рядах 47—51 чешуй. На голове чешуи нет. Верхняя часть головы с 5 до 10 костными полосками. Чешуйки перед спинным плавником образуют два ряда и перекрывают одна другую посередине. Рыло тупое, закруглённое. Голова и рот маленькие. Рот нижний, наружный край нижней челюсти выпячен наружу. Предчелюстная кость короткая. Верхняя челюсть с отчётливой срединной выемкой и расширенным кончиком, загнутым вниз.  Окончание верхней челюсти доходит до вертикали, проходящей через середину глаза. Жаберные крышки гладкие, без костных полосок. Передний край предкрышки с мясистой областью треугольной формы. Многочисленные жаберные тычинки мелкие. Жаберные лепестки в углу первой жаберной дуги короткие. Вдоль всей средней линии брюха тянется киль из 30—34 приострённых чешуй, из них 16—19 расположены до основания брюшных плавников и 13—16 за основанием брюшных плавников. Спинной плавник короткий, расположен в средней части спины. Последний луч преобразован в длинный филамент. Анальный плавник короче длины головы. Брюшные плавники с 8 лучами расположены в средней части брюха на уровне основания спинного плавника; первый луч неразветвлённый. Аксиллярная чешуйка у основания грудных плавников хорошо развита. Хвостовой плавник выемчатый.
Общая окраска тела и головы — серебристая. За жаберными крышками есть тёмное пятно.
Максимальная длина тела 19 см. По данным других авторов могут достигать длины 27,5 см.

## Биология
Морские стайные пелагические рыбы. Обитают в прибрежных водах над песчаными и илистыми грунтами на глубине до 16 м.
У берегов Окинавы японские нематалозы впервые созревают в возрасте 3-х лет. Самки созревают (50 % особей в популяции) при средней длине тела около 17 см, а самцы — при длине тела 16 см. Нерестятся с января по май с пиком в феврале — апреле, на глубине менее 20 м над песчаными и илистыми грунтами. Нерест порционный, интервалы между вымётыванием икры составляют 1,3—1,8 дня.
У берегов Окинавы в первые 3 года жизни у японских нематалоз отмечен быстрый рост, после достижения длины тела 13—22,5 см скорость роста резко замедляется. Максимальная продолжительность жизни достигает 6 лет у самок и самцов. Максимальная длина тела 27,5 см у самок и 22,5 см у самцов.
В природных условиях встречаются гибриды Nematalosa come и N. japonica.